# Симамбаев, Тасбай Кабашевич
Тасбай Кабашевич Симамбаев (каз. Тасбай Қабашұлы Симамбаев род. 20 января 1947, село Жалтыр, Сергеевский район, Северо-Казахстанская область) — казахстанский политический и общественный деятель.

## Биография
Родился 20 января 1947 года в селе Жалтыр Сергеевского района Северо-Казахстанской области.
В 1966 году окончил Ленинский сельскохозяйственный техникум.
В 1973 году окончил (заочно) сельскохозяйственный факультет Целиноградского сельскохозяйственного института по специальности «учёный-агроном».
В 1986 году окончил (заочно) Алма-Атинскую высшую партийную школу по специальности «политолог».
В 2003 году окончил Казахскую государственную юридическую академию по специальности «юрист».
Владеет русским, украинским и татарским языками.
С 1966 по 1970 годы — Агроном совхоза «Восход» Тимирязевского района.
С 1970 по 1973 годы — Первый секретарь Жамбылского райкома комсомола.
С 1974 по 1975 годы — Секретарь парткома совхоза «Троицкий» Жамбылского района.
С 1975 по 1978 годы — Секретарь, затем второй секретарь Северо-Казахстанского обкома комсомола.
С 1978 по 1980 годы — Инструктор отдела организационно-партийной работы Северо-Казахстанского обкома партии.
С 1980 по 1988 годы — Секретарь Пресновского райкома партии.
С 1988 по 1989 годы — Заместитель председателя Сергеевского РАПО.
С 1989 по 1992 годы — Директор совхоза «Москворецкий» Тимирязевского района.
С 1992 по 1995 годы — Глава Администрации, Аким Сергеевского района Северо-Казахстанской области.

## Выборные должности, депутатство
В 1994 году кандидат в депутаты Верховного Совета Казахской ССР 13-го созыва.
С декабрь 1995 по сентябрь 2011 годы — Депутат Сенат Парламента Республики Казахстан І, ІІ, ІІІ и IV созывов от Северо-Казахстанской области.
- Секретарь Комитета по международным делам, обороне и безопасности, руководитель депутатской группы «Достык» по укреплению дружбы и межпарламентского сотрудничества Республики Казахстан и Российской Федерации;
- Член депутатской группы «Ауыл»;
- Член Межпарламентской Ассамблеи государств-участников Содружества Независимых Государств;
- Член группы сотрудничества с Советом Федерации Федерального Собрания Российской Федерации, с Национальным собранием Республики Армения, с Парламентом Соединенного Королевства Великобритании и Северной Ирландии, с Сенатом Генеральных Кортесов Королевства Испания, с Сенатом Румынии, с Консультативным Советом (Мажилис Шура) Королевства Саудовская Аравия;
- Член постоянного Комитета по аграрным вопросам и охране окружающей среды (с 2005 по 2011 годы).

## Прочие должности
- Вице-президент Шахматной федерации Республики Казахстан;
- Президент Общественного фонда Карасай-батыра;
- В составе миссии ОБСЕ был наблюдателем на президентских выборах (США) (2004) и др.

## Награды
- Указом Верховного Совета СССР награждён орденами «Трудового Красного Знамени», «Знак Почёта» и медалями.
- Награждён Почётной грамотой Верховного Совета Казахской ССР.
- Награждён Почетной грамотой Республики Казахстан (2001)[2]
- Орден Курмет (2006)[3]
- Награждён правительственными и юбилейными государственными медалями Республики Казахстан.
- Мастер спорта СССР по вольной борьбе.